# Spišský Hrušov
Spišský Hrušov (allemand : Birndorf) est un village de Slovaquie situé dans la région de Košice.

## Histoire
Première mention écrite du village en 1253.

## Démographie

### Évolution de la population
| Année:               | 1994. | 2004.   | 2014.   | 2024.   |
| -------------------- | ----- | ------- | ------- | ------- |
| Nombre de personnes: | 1195  | 1269    | 1261    | 1327    |
| Différence:          |       | +6,19 % | -0,63 % | +5,23 % |

| Année:               | 2023. | 2024.   |
| -------------------- | ----- | ------- |
| Nombre de personnes: | 1332  | 1327    |
| Différence:          |       | -0,37 % |